# تامپسونویل (ماساچوست)
تامپسونویل (به انگلیسی: Thompsonville) یک روستا در ایالات متحده آمریکا است که در ماساچوست واقع شده‌است.